# 순결의 마리아
《순결의 마리아》(純潔のマリア)는 이시카와 마사유키가 쓴 일본의 만화이다. 백년전쟁 중의 프랑스에서 가장 강력하다고 하는 마녀 마리아의 이야기를 다루는 작품이다. 동명의 만화를 기반으로 한 애니메이션은 2015년 1월부터 3월까지 방영되었다. 대한민국에서는 애니플러스에서 방영되었다.

## 줄거리
전쟁 끊이지 않는 중세 백년 전쟁 중 프랑스. 전쟁을 싫어하는 처녀, 성모의 이름을 가진 마녀 마리아가 밤마다 전장에 서큐버스를 보내어 전쟁을 교란한다. 그러나 천계의 정책에 부합하지 않는 행동 때문에 마리아는 대천사 미카엘에 주목되고 제재로 순결을 잃으면 마녀로서의 능력도 잃게되어 버린다. 그래도 마리아는 자신의 이상을 위해 마력을 사용하여 전쟁에 개입 계속하지만 결국 미카엘 제재의 창을 받아 중상을 입고 만다.

## 등장인물
마리아(Maria, マリア)
성우: 카네모토 히사코
아르테미스(Artemis, アルテミス)
성우: 히카사 요코
프리아포스(Priapos, プリアポス)
성우: 카마츠 미카코
에제키엘(Ezekiel, エゼキエル)
성우: 하나자와 카나
조셉(Joseph, ジョセフ)
성우: 오노 켄쇼
미카엘(Michael, ミカエル)
성우: 이노우에 키쿠코